# Coldstream (Kentucky)
Pour les articles homonymes, voir Coldstream.
Coldstream est une ville américaine située dans le comté de Jefferson, dans le Kentucky. Selon le recensement de 2020, sa population est de 1 295 habitants.